# Cộng hòa Nhân dân Angola
Cộng hòa Nhân dân Angola (tiếng Bồ Đào Nha: República Popular de Angola) là quốc gia tự tuyên bố nhà nước xã hội chủ nghĩa mà điều chỉnh Angola từ độc lập vào năm 1975 cho đến năm 1992, trong Nội chiến Angola.

## Lịch sử
Chế độ được thành lập vào năm 1975, sau khi Angola thuộc Bồ Đào Nha, được trao độc lập khỏi Bồ Đào Nha thông qua Hiệp định Alvor. Tình hình ở thuộc địa cũ lớn khác của Bồ Đào Nha, Cộng hòa Nhân dân Mozambique, cũng tương tự. Quốc gia mới thành lập có quan hệ hữu nghị với Liên Xô, Cuba và Cộng hòa Mozambique. Đất nước được cai trị bởi Phong trào Nhân dân Giải phóng Angola (MPLA), chịu trách nhiệm cho việc chuyển đổi thành một chủ nghĩa Mác-Lênin nhà nước độc đảng. Nhóm được cả Cuba và Liên Xô ủng hộ.
Một nhóm đối lập, được gọi là Liên minh quốc gia vì sự độc lập toàn vẹn của Angola (UNITA), do Jonas Savimbi, một người chống chế độ thực dân cũ được Hoa Kỳ ủng hộ, do xung đột ý thức hệ đã dẫn tới nội chiến Angola thành lập Cộng hòa Dân chủ Nhân dân Angola để đối lập với Cộng hòa Nhân dân Angola.
Năm 1991, MPLA và UNITA đã ký thỏa thuận hòa bình được gọi là Hiệp định Bicesse, cho phép bầu cử đa đảng ở Angola.
Năm 1992, Cộng hòa Nhân dân Angola đã được hiến pháp thành công bởi Cộng hòa Angola và cuộc bầu cử đã được tổ chức. Tuy nhiên, thỏa thuận hòa bình không kéo dài, vì Savimbi đã từ chối kết quả bầu cử và chiến đấu được nối lại trên khắp đất nước cho đến khi ông qua đời vào năm 2002.